# Église Notre-Dame de Lammerville
Pour les articles homonymes, voir Église Notre-Dame.
L'église Notre-Dame est une église catholique située à Lammerville, en France.

## Localisation
L'église est située à Lammerville, commune du département français de la Seine-Maritime.

## Historique
L'église, dédiée à Notre-Dame de la Purification, est bâtie au XIIe siècle mais l'édifice ne conserve que le clocher de cette période de son histoire.
L'église comporte une église paroissiale dédiée à Notre-Dame et une chapelle seigneuriale au Saint Nom de Jésus. Ces deux éléments sont reconstruits au XVIe siècle avec une réutilisation du tuf de l'ancien édifice.
L'édifice est inscrit au titre des monuments historiques par arrêté du 16 octobre 1986.
Une campagne de restauration est menée dans les années 1990. Une aide de 12 000 € est apportée en décembre 2019 pour la restauration du clocher qui souffre de « désordres structurels ». Les maçonneries ont également des fissures.

## Description
L'édifice, en style ogival, est en tuf et grès. Le clocher est en tuf mais avec une base en silex.
Une tour lanterne sépare le chœur et la nef. La flèche est à base octogonale et comporte des clochetons, et la couverture est en ardoise.
Elle contient un orgue construit vers 1750-1760 qui a appartenu à la reine Marie Leczinska.